# Gelotia lanka
Gelotia lanka là một loài nhện trong họ Salticidae.
Loài này thuộc chi Gelotia. Gelotia lanka được Wijesinghe miêu tả năm 1991.